# Schizothorax labrosus
Schizothorax labrosus är en fiskart som beskrevs av Wang, Zhuang och Gao, 1981. Schizothorax labrosus ingår i släktet Schizothorax och familjen karpfiskar. Inga underarter finns listade i Catalogue of Life.